# Aquazorbing

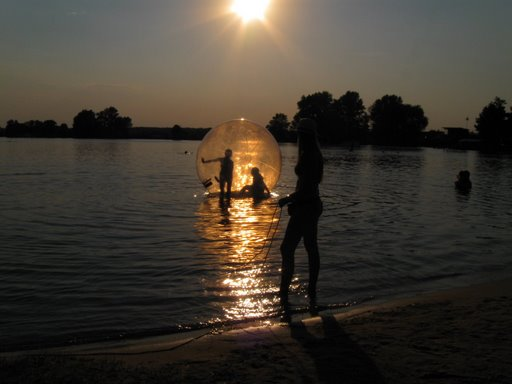
Aguazorbing v praxi

Aquazorbing je druh výstřední adrenalinové zábavy.[zdroj?] Jeho základem je aquazorbová plastová koule připomínající kouli na zorbing. Smyslem aquazorbingu je snaha o chůzi po vodě.[zdroj?]
Aquazorbing vznikl v roce 2006 v Asii jako nový druh zábavy.[zdroj?] V roce 2008 se poprvé aquazorbing objevil i v České republice.[zdroj?]

## Princip
Do koule s vodotěsným zipem si vleze člověk, zip se zavře a koule se nafoukne vzduchem, který vydrží zhruba 20 minut.[zdroj?] "Obyvatel" koule je pak následně puštěn na vodu a snaží se o chůzi, dělá kotrmelce, salta, i podobné atrakce. V kouli je možno být i ve dvojici.